# Djamaa (distrito)
Djamaa é um distrito localizado na província de El Oued, Argélia, e cuja capital é a cidade de mesmo nome, Djamaa. A população total do distrito era de 89 880 habitantes, em 2008.

## Municípios
O distrito é composto por quatro comunas:
- Djamaa
- M'Rara
- Sidi Amrane
- Tendla